# Döröske, Vas
Döröske  este un sat în districtul Körmend, județul Vas, Ungaria, având o populație de 83 de locuitori (2011). 

## Demografie
Componența etnică a satului Döröske
     Maghiari (89,77%)
     Germani (10,23%)
Componența confesională a satului Döröske
     Romano-catolici (80,72%)
     Reformați (3,61%)
     Necunoscută (15,66%)
Conform recensământului din 2011, satul Döröske avea 83 de locuitori. Din punct de vedere etnic, majoritatea locuitorilor (89,77%) erau maghiari, cu o minoritate de germani (10,23%).  Din punct de vedere confesional, majoritatea locuitorilor (80,72%) erau romano-catolici, cu o minoritate de reformați (3,61%). Pentru 15,66% din locuitori nu este cunoscută apartenența confesională.